# John Stephen Strange
John Stephen Strange, pseudonyme de Dorothy Stockbridge Tillet, née en 1896 et décédée en 1983, est un auteur américain de roman policier.

## Biographie
Dorothy Stockbridge Tillet publie sans succès un recueil de poésie en 1920. Elle adopte alors le pseudonyme de John Stephen Strange et se tourne vers le roman policier où elle donne des intrigues qui touchent tantôt au whodunit, tantôt au thriller.
En 1925, avec son premier titre, Revanche d’un policier, apparaît un premier héros récurrent le détective Van Dusen Ormsberry.  Secondé par le jeune Bill Adams, ce détective méticuleux parvient à résoudre le mystère qui plane depuis deux ans sur le meurtre du financier Fortescue et trouve le coupable de la mort d’un criminologue réputé dans un autobus.  Strange offre encore deux énigmes de whodunits classiques à Ormsberry avant de l’abandonner pour Barney Gantt, un sympathique photographe lauréat du Prix Pulitzer, qui revient dans huit enquêtes d’une grande complexité, dont les récits lorgnent un peu vers le roman noir et surtout vers le thriller avec des histoires d’enlèvements et de rançons.
L'Accusée, l’un des huit romans sans héros récurrent de John Stephen Stange, raconte le récit surprenant du juge Bardoley confronté à son passé quand il se charge d’une cause où l’accusée est une ancienne flamme de jeunesse.  Cette fois, l’intrigue rappelle le style de John Dickson Carr, et notamment du roman Le juge Ireton est accusé, sans que le roman de Strange ait à souffrir de la comparaison.

## Œuvre

### Romans

#### SérieVan Dusen Ormsberry
- The Man Who Killed Fortescue (1925) Publié en français sous le titre Revanche d’un policier, Paris, Librairie des Champs-Élysées, Le Masque no 655, 1959
- The Clue of the Second Murder (1929)
- Murder on the Ten-Yard Line (1931) Publié en français sous le titre Fanny écrivait trop, Paris, Librairie des Champs-Élysées, Le Masque no 804, 1963 ; réédition, Paris, Librairie des Champs-Élysées, Le Club des Masques no 242, 1975

#### SérieBarney Gantt
- The Bell in the Fog (1936)
- The Ballot-Box Murders  ou Rope Enough (1938)
- Silent Witness ou The Corpse of the Lady (1938) Publié en français sous le titre Pas de crime parfait, Paris, Librairie des Champs-Élysées, Le Masque no 660, 1959 ; réédition, Paris, Librairie des Champs-Élysées, Le Club des Masques no 123, 1971
- A Picture of the Victim (1940)
- Look Your Last (1943)
- Make My Bed Soon (1948)
- Deadly Beloved (1952)
- The House on 9th Street (1976)

#### SérieGeorge Honegger
- Murder Gives a Lovely Light (1941)
- All Men are Liars (1948)
- Eye Witness (1961)

#### Autres romans
- Murder at World’s End ou The Strangler Fig (1930)
- Black Hawthorn ou The Chinese Jar Mystery (1933) Publié en français sous le titre L’Aubépine noire, Paris, Nouvelle Revue Critique, L’Empreinte no 52, 1934
- For the Hangman (1934)
- Uneasy is the Grave ou Unquiet Grave (1949)
- Reasonable Doubt ou The Fair and the Death (1951) Publié en français sous le titre Au bénéfice du doute, Paris, Librairie des Champs-Élysées, Le Masque no 785, 1963
- Let the Dead Past ou Dead End (1953) Publié en français sous le titre L'Accusée, Genève, Ditis, Détective-club - Suisse no 104, 1954 ; réédition, Paris, Ditis, coll. Détective-club - France no 79, 1954 ; réédition, Ditis, coll. La Chouette no 60, 1957 ; réédition, Paris, J'ai lu policier no 32, 1965
- Catch the Gold Ring ou A Handful of Silver (1955) Publié en français sous le titre 65, place des Vosges, Paris, Librairie des Champs-Élysées, Le Masque no 571, 1957
- Night of Reckoning (1958)

#### Autre roman signé Dorothy Stockbridge Tillet
- Angry Dust (1946)

### Poésie signée Dorothy Stockbridge Tillet
- Paths of June (1920)

### Théâtre signé Dorothy Stockbridge Tillet
- Jezebel (1921)

## Sources
- Claude Mesplède et Jean-Jacques Schleret, SN, voyage au bout de la Noire : inventaire de 732 auteurs et de leurs œuvres publiés en séries Noire et Blème : suivi d'une filmographie complète, Paris, Futuropolis, 1982 (OCLC 11972030), p. 419-420.